# Психология лжи
«Психология лжи» — научное издание профессора Калифорнийского Университета в Сан-Франциско Пола Экмана, результат многолетнего всестороннего исследования и психологического анализа феномена лжи. Книга раскрывает следующие понятия: определение, причины, формы лжи, её моральные и социальные аспекты, а также существующие методы распознавания лжи.
Это самая знаменитая из 14 книг Пола Экмана. В ней содержится информация об особенностях поведения и мимики. Эта книга — пособие для специалистов и практическое руководство для всех, кто не хочет становиться жертвой обмана и психологических манипуляций в жизни.
В качестве иллюстраций нередко выступают эпизоды, связанные с ложью — иногда во спасение, иногда нет — глав государств и крупных политиков. Среди них — Гитлер, Сталин, Джон Кеннеди, Андрей Громыко, Ричард Никсон, Моше Даян, Михаил Горбачёв.
Работа попала в число научно-популярных книг, отобранных экспертами программы «Всенаука» для бесплатной публикации в Интернете в рамках проекта «Дигитека».

## Сюжет
Ложь — это действие, которым один человек вводит в заблуждение другого, делая это умышленно, без предварительного уведомления о своих целях и без отчётливо выраженной со стороны жертвы просьбы не раскрывать правды. Существуют две основные формы лжи: умолчание и искажение; а также 5 основных ошибок, которые выдают лжеца: неудачная линия поведения, ложь и чувства, чувства и ложь, страх разоблачения, муки совести и восторг надувательства. Распознать ложь можно по словам (оговоркам, тирадам); голосу (наличию пауз, речевым ошибкам, тону и высоте голоса); пластике (эмблемам, иллюстрациям, манипуляциям); признакам ВНС (вегетативной нервной системы), мимическим признакам (микровыражениям). В то же время широко применяемый детектор лжи не способен дать однозначный ответ на вопрос, лжёт человек или нет.